# Onafhankelijkheid (staatkunde)
Onafhankelijkheid is het volledig soeverein kunnen heersen door een land of staat over het eigen grondgebied, zelfstandig kunnen beslissen over het binnenlands en buitenlands beleid en niet worden bestuurd door een ander land.
De status van onafhankelijkheid wordt internationaal bepaald door de erkenning door andere staten. Alleen onafhankelijke landen kunnen volledig lid worden van de Verenigde Naties, maar hiertoe zijn zij niet verplicht. Er zijn enkele landen waarvan de onafhankelijkheid op internationaal niveau niet of amper wordt erkend. Een voorbeeld is de Turkse Republiek van Noord-Cyprus, die alleen door Turkije wordt erkend. De Volksrepubliek China beschouwt Taiwan als afvallige provincie, en onderscheidt dit van een eventueel (door China nog meer afgekeurd) verklaren van de onafhankelijkheid. Staten die door geen enkele andere staat erkend worden, zijn bijvoorbeeld Somaliland en Artsach.

## Wegen naar onafhankelijkheid
Veel staten zijn ontstaan vanuit een vrijheidsstrijd gevoerd door een onafhankelijkheidsbeweging of bevrijdingsbeweging. Meestal gaat dit gepaard met de afkondiging van een onafhankelijkheidsverklaring. De oudste bewaard gebleven onafhankelijkheidsverklaring is die van Schotland, de Declaration of Arbroath. Een ander voorbeeld is de Amerikaanse Onafhankelijkheidsverklaring geschreven in 1776. 
Begin 21e eeuw probeerde een nationalistische regering in Schotland dit land tot een zelfstandige staat te maken, los van het Verenigd Koninkrijk, middels een referendum over onafhankelijkheid.

## Onafhankelijkheid per continent
| Continent       | Continent | Nr.                                                        | Laatste land met onafhankelijkheid | Onafhankelijkheid van |
| --------------- | --------- | ---------------------------------------------------------- | ---------------------------------- | --------------------- |
|                 | ■ Afrika  | 54                                                         | Zuid-Soedan (2011)                 | Soedan                |
| ■ Noord-Amerika | 23        | Saint Kitts en Nevis (1983)                                | Verenigd Koninkrijk                |                       |
| ■ Zuid-Amerika  | 12        | Suriname (1975)                                            | Nederland                          |                       |
| ■ Azië          | 44        | Oost-Timor (2002)                                          | Indonesië                          |                       |
| ■ Europa        | 50        | Montenegro (2006) Kosovo (2008, betwist)                   | Servië                             |                       |
| ■ Oceanië       | 14        | Palau (1994)                                               | Verenigde Staten                   |                       |
| ■ Antarctica    | –         | Alle territoriale claims ongeldig door Antarctisch verdrag |                                    |                       |